# Цель — Бирма
«Цель — Бирма» (англ. Objective, Burma!) — чёрно-белая военная драма 1945 года.

## Сюжет
События фильмы разворачиваются во время Второй мировой войны. Взвод американских солдат высаживается в Бирме, чтобы уничтожить радиолокационную станцию японцев.

## В ролях
- Эррол Флинн — Капитан Нельсон
- Джеймс Браун — Сержант Триси
- Уорнер Андерсон — полковник Джей Картер

## Номинации
В 1946 году фильм был номинирован на получение премии «Оскар» в трёх категориях — лучшая музыка, лучший сценарий и лучший монтаж.